# 緬甸斑竹鯊
緬甸斑竹鯊（學名：Chiloscyllium burmensis）是一種天竺鯊科極其稀有的竹鯊。只有一個紀錄，在1963年在緬甸的仰光深度為29—33m的海岸被捕，是完全成年型的公鯊，約57cm長的標本在華盛頓特區史密森尼學會國家自然歷史博物館（National Museum of Natural History）展示。
特徵：無顏色紋路，背鰭後直。
食物: 小型魚類及無脊椎動物。
繁殖方式可能為卵生。

## 外部連結
- Froese, R. & Pauly, D. (eds.) (2006). Chiloscyllium burmensis. FishBase. Version 2006-07.
- Compagno, Dando, & Fowler, Sharks of the World, Princeton University Press, New Jersey 2005 ISBN 0-691-12072-2